# Broadmoor Hospital
El Hospital Broadmoor es un hospital psiquiátrico de alta seguridad para pacientes varones en Crowthorne, Berkshire (Inglaterra). Administrado por el NHS, atiende a personas con trastornos mentales graves vinculados a conductas delictivas violentas. Es el más antiguo de los tres hospitales de seguridad máxima en Inglaterra, junto con Ashworth y Rampton.

## Historia
Fundado en 1863 bajo el nombre de Broadmoor Criminal Lunatic Asylum, fue diseñado por el ingeniero militar Joshua Jebb, quien también planificó la prisión de Pentonville. Su primer paciente fue una mujer ingresada por infanticidio en mayo de 1863, descrita en registros como "débil mental" y posiblemente afectada por sífilis congénita.
En 1952, la fuga de John Straffen —quien asesinó a una niña horas después— impulsó la instalación de un sistema de sirenas basado en alertas antiaéreas de la Segunda Guerra Mundial. En 2019, se inauguró un nuevo complejo valorado en £242 millones, sustituyendo estructuras victorianas declaradas "inadecuadas" en 2003.

## Seguridad y características
El hospital cuenta con muros perimetrales de 5 metros, vigilancia las 24 horas y protocolos de respuesta inmediata. Desde 2007, solo alberga pacientes masculinos, tras el traslado de mujeres a Southall.

### Controversias
- Jimmy Savile: El presentador abusó de pacientes entre 1968-2004 con complicidad del director Alan Franey, quien ignoró denuncias.[6]
- Calificaciones sanitarias: En 2015, la Comisión de Calidad de la Atención (CQC) lo calificó como "inadecuado" por fallos en seguridad, aunque mejoró a "bueno" en 2018.[5]
- Violencia: Reportes indican un promedio de cuatro agresiones semanales a empleados.[7]

## Pacientes notables
| Nombre                | Notoriedad                                 | Periodo de ingreso      |
| --------------------- | ------------------------------------------ | ----------------------- |
| Peter Sutcliffe       | "Destripador de Yorkshire"                 | 1984-2020               |
| Charles Bronson       | "Prisionero más violento del Reino Unido"  | 5 años (década de 1980) |
| Richard Dadd          | Pintor prerrafaelita                       | Siglo XIX               |
| William Chester Minor | Contribuidor del Oxford English Dictionary | 1872-1910               |

## En la cultura popular
- Documentales: Broadmoor (ITV, 2019)[11] y Inside Broadmoor (Channel 5, 2013)
- Literatura: Pat McGrath, hijo de un exdirector, basó su novela Asylum (1997) en sus experiencias.[12]